# Calle Barco (Sevilla)
La calle Barco es una vía pública de la ciudad española de Sevilla.

## Descripción
La vía discurre desde la calle Joaquín Costa, donde conecta con Conde de Torrejón, hasta la alameda de Hércules. Aparece descrita en la Noticia histórica del origen de los nombres de las calles de esta ciudad de Sevilla (1839) de Félix González de León con las siguientes palabras:

Calle del Barco. Sita en el cuartel C y en la parroquia de san Martin. Ignoro el origen de su nombre, y aun si es Barco ó Banco, como algunos la llaman. Es ancha y corta, pasa de la Alameda á la plazoleta de Europa.
(González de León, 1839, p. 199)